# Província de Moyen-Ogooué
Moyen-Ogooué és una de les nou províncies del Gabon.
Ocupa una àrea de 18,535 km². La capital de la província és Lambaréné.

## Departaments

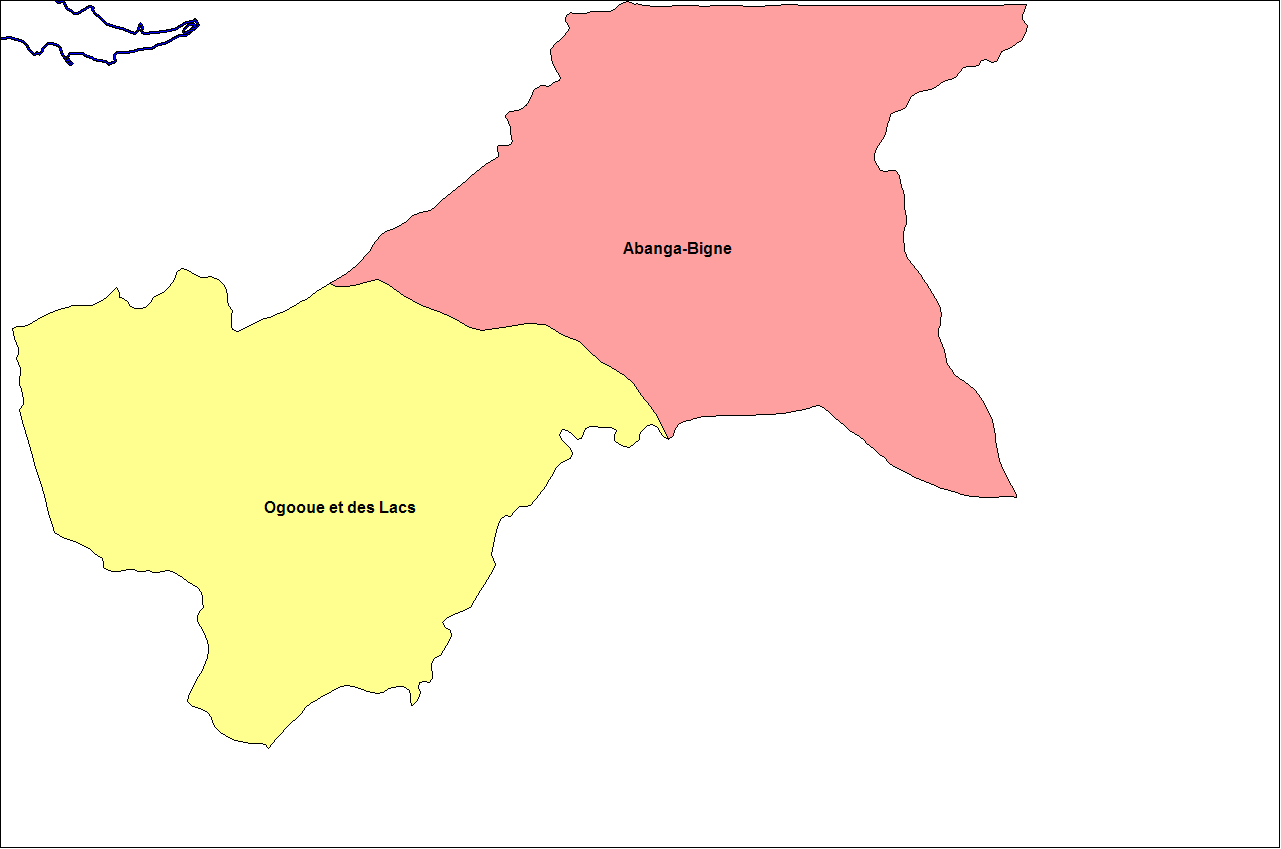
Departaments de Moyen-Ogooué

Moyen-Ogooué es divideix en 2 departaments:
- Abanga-Bigne, amb el centre administratiu a Ndjole.
- Ogooue et des Lacs, amb el centre administratiu a Lambaréné.